# Paromenia venata
Paromenia venata är en insektsart som beskrevs av Young 1977. Paromenia venata ingår i släktet Paromenia och familjen dvärgstritar. Inga underarter finns listade i Catalogue of Life.